# Editores de Tebeos
Editores de Tebeos SL. (EDT) fue una editorial española, ubicada en Barcelona, y dirigida por Joan Navarro. Creada en 1990 como filial de la editorial francesa Glénat Editions, fue adquirida en 2011 por el mismo Joan Navarro y Félix Sabaté, quienes al año siguiente la rebautizaron por EDT.
EDT editó cómics de autores españoles, de la propia Glénat Editions, de la estadounidense Avatar Press y sobre todo japoneses, además de libros teóricos dedicados a la cultura popular. SD Distribuciones se encargó de su distribución y logística en España y Argentina.

## Trayectoria

### Inicios: 1990-1998

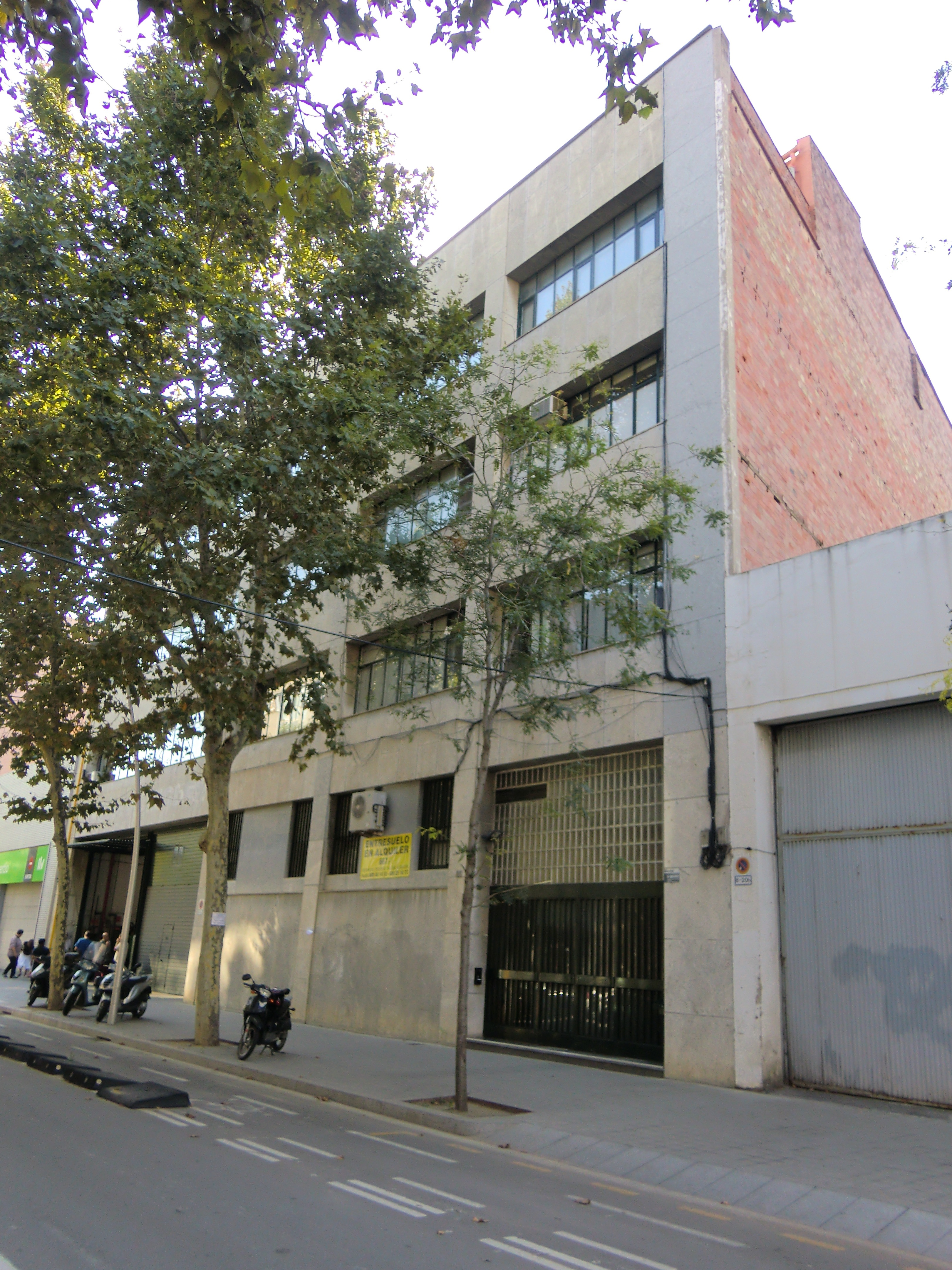
Sede de Editores de Tebeos.

Ediciones Glénat España SL. fue creada en 1990, como sucursal de la francesa Glénat Editions, ubicada en Grenoble. No inició su actividad editorial hasta 1993, ya con Joan Navarro como director y con la publicación de la revista Viñetas, álbumes de Eva Medusa, Marco Antonio, Sambre y Torpedo 1936, y comic books como Sueños. 
A partir de 1995, Glénat España empezó a lanzar publicaciones teóricas, como la revista sobre manga "Kabuki Magazine" (1995-1997) y las colecciones sobre cultura popular "Biblioteca del Dr. Vértigo" (1995), "Biblioteca Cuto" (1997), "Pulpa" (1999) y "Parapapel" (2000). Específicas sobre cine fueron "Invasión!" (1996) y "WideScreen" (1998), dirigida esta última por Fernando de Felipe.

### El sostén del manga: 1999-2011
A partir de 1999, su catálogo de manga se amplió considerablemente con títulos emblemáticos, como Rurouni Kenshin (1999), Noritaka (2000), Saint Seiya (2001), Naruto (2002), Negima (2005) o Bleach (2006) así como por su diferenciación desde 2001 en tomos a la japonesa: shōnen, shōjo, seinen y clásicos. Gracias a sus altas ventas, Glénat España pudo aventurarse en la recopilación de la obra completa de autores autóctonos, como Carlos Giménez (1999) o Josep Maria Beà (2002).
Precisamente, la reedición y continuación de la clásica Esther y su mundo (2007) de Purita Campos se convirtió en unos de los grandes éxitos de la editorial.
En 2010 creó incluso la Línea Gaijin para que autores españoles, muy influidos por el manga, pudieran publicar sus obras en este formato. Los lanzamientos fueron: 
- Bakemono de Xian Nu Studio
- La canción de Ariadna de Irene Roga
- Los delirios de Ani de Andrea Jen
- Dos espadas de Kenny Ruiz
- Himawari de Belén Ortega y Rubén García
- Lêttera de Studio Kösen.
- Underdog de Noiry y Black Velvet.[7]

Lanzó también la línea Vintage, con el objetivo de recuperar títulos descatalogados del tebeo clásico español como El Sargento Furia o El Teniente Negro.
En 2011 Glénat España facturó casi tres millones de euros y publicó alrededor de 200 novedades, incluyendo superventas como Españistán de Aleix Saló.

### EDT: 2011-2014
En octubre de 2011, Editions Glénat cedió el 100 por cien del capital a Joan Navarro y Félix Sabaté. Al rebautizarla al año siguiente como Editores de Tebeos (EDT) pretendían reivindicar la palabra TBO y homenajear a la clásica revista de humor DDT.
Lanzaron unas nuevas Nuevas Hazañas Bélicas escritas por Hernán Migoya y recuperan la obra de Carrillo.
A finales de 2012, EDT sufrió un duro varapalo al perder las licencias de Shueisha (Naruto, Bleach, etc). Hasta que en 2014, EDT cerró definitivamente.

## Publicaciones
En 2011 Glénat España vendió 560 000 ejemplares de sus colecciones. La preponderancia de los mangas se fue reduciendo desde un 88% en 2007 a un 50% en 2011, aunque en 2012 aún continuaban siendo los grandes superventas de la editorial:
| Orden | Título                     | N.º ejemplares vendidos en 2011 | N.º ejemplares vendidos desde 2002 |
| ----- | -------------------------- | ------------------------------- | ---------------------------------- |
| 1     | Naruto                     | 140 000                         | 1 600 000                          |
| 2     | Bleach                     | 50 000                          | 460 000                            |
| 3     | Los Caballeros del Zodíaco |                                 | 453 000                            |
| 4     | Rurouni Kenshin            |                                 | 404 000                            |
| 5     | Inuyasha                   | 2500                            | 331 960                            |
| 6     | Ranma ½                    |                                 |                                    |
| 7     | Death Note                 | 30 000                          | 327 000                            |

Aparte de los cómics japoneses, hubo que añadir lanzamientos de obras y autores nacionales como
- Autores: Carlos Giménez, Jordi Bernet
- Monografías: Españistán
- Seriales: Esther, Nuevas Hazañas Bélicas (2011).

### Artbooks
| Artbook                                                | Autor             |
| ------------------------------------------------------ | ----------------- |
| El arte de Ayashi no Ceres                             | Yuu Watase        |
| Fushigi Yûgi Artbook                                   | Yuu Watase        |
| Inu-Yasha Artbook                                      | Rumiko Takahashi  |
| Inu-Yasha Postcard Book (2 volúmenes) (Descatalogado)  | Rumiko Takahashi  |
| La Espada del Inmortal Postcard Book (2 volúmenes)     | Hiroaki Samura    |
| Las Cartas de Clow                                     | CLAMP             |
| Love Hina Artbook                                      | Ken Akamatsu      |
| Ranma Artbook                                          | Rumiko Takahashi  |
| Sailor Moon Artbook (3 volúmenes) (Descatalogado)      | Naoko Takeuchi    |
| Sakura Artbook (3 volúmenes)                           | CLAMP             |
| Uzumaki. Libro de ilustraciones de Naruto              | Masashi Kishimoto |
| Yuu Watase Postcard Book (2 volúmenes) (Descatalogado) | Yuu Watase        |